# La Smala (groupe)
Pour les articles homonymes, voir La Smala.
La Smala est un groupe belge de hip-hop francophone, originaire de Bruxelles. Le groupe publie son premier album, Un murmure dans le vent, en 2014, suivi par Un Cri dans le silence en 2015.
Ils font également partie du collectif À Notre Tour composé d'eux-même, de Caballero, d'Isha, de Lomepal, de J.C.R (NEM, Seven et Sima) et de l'Exodarap (Jeanjass, Blondin, Raf et DJ Eskondo).

## Historique
Le groupe est formé en 2007, et issu des collectifs L'Exutoire Collectif (F.L.O, Senamo et Seyté) et Nouvelle Génération (G.O.R. et Rizla). « Le mot signifie famille en arabe, cela coulait de source ! On a tout de suite eu un esprit de famille », expliquent-ils.
Les membres du groupe sont tous issus de communes bruxelloises, Seyté et Rizla viennent de Uccle, Senamo et Shawn-H de Forest et F.L.O de Jette. Ce sont donc avant tout des amis qui se sont lancés dans le rap à force de se côtoyer pour profiter de leurs passions communes. DJ X-Men fera son apparition plus tard dans le groupe, il n'est pas rappeur et se concentre donc uniquement sur son rôle de DJ. Les projets, ensemble ou en solo, s’enchaînent. Les succès personnels de FLO, Rizla, Seyté et Senamo contribuent à agrandir le contingent de fans, tout en confirmant le potentiel de leurs talents respectifs et communs.
Dans la tradition des mixtapes, La Smala met en ligne, gratuitement, On est Là Là - Volume 1, 2 et 3. La rencontre avec l’organisation Back in the Dayz devient un élément déterminant et popularise enfin le groupe. C’est en mai 2014, après quelques clips, que sort leur premier album, Un murmure dans le vent, concrétisant 10 années de hip-hop underground et qui est immédiatement et unanimement reconnu comme une véritable réussite artistique,. Succès commercial, l’album est rapidement en rupture de stock, et se classe comme l'une des meilleures ventes sur iTunes en Belgique.
Fort de cette reconnaissance, La Smala suscite l’intérêt des médias et enchaîne concerts et festivals, avec une apothéose certaine au Festival de Dour 2014. Le groupe signe ensuite chez Sony Music, et présente son nouvel album Un Cri dans le silence dans la grande salle de l'AB en 2015.

## Influences
Leurs principales influences sont Lunatic, la Scred Connexion, la Fonky Family, Salif, Oxmo Puccino, James Deano ou encore Sniper. Leurs racines sont oldschool et cela se ressent en particulier dans leurs premiers projets[réf. nécessaire].

## Discographie

### Albums studio
- 2014 : Un murmure dans le vent

1. Un murmure dans le vent
2. Hold-Up
3. Pour être franc
4. Yes Mani
5. Ils comprendront jamais
6. Ça fait boum
7. 12 ans d'âge
8. Succès d'estime
9. Un murmure dans le vent

- 2015 : Un cri dans le silence

1. All In
2. Vague à l'âme
3. Dans un bar à 5
4. Ça me fait peur
5. Les Enfants perdus
6. Aucun sens
7. Sans voix
8. Un cri dans le silence

- 2018 : 11h59

1. 11h59
2. Pas volé
3. Toujours
4. 10 ans
5. On avance seul
6. Maintenant ou jamais
7. Dans ses bras
8. Courant d'air
9. Milli
10. Equilibre
11. Contre nature
12. Sans nous
13. 00h00

### Mixtapes et compilations
- 2009 : On est là là vol. 1
- 2010 : On est là là vol. 2
- 2012 : On est là là vol. 3
- 2013 : Poudre aux yeux
- 2022 : Hors du temps

### Projets solo et collaborations
- 2012 : Seyté : Premier jet
- 2012 : Rizla : J'entends dire
- 2013 : F.L.O : La boite de chocolats
- 2013 : Senamo : Dans le sofa
- 2013 : Senamo : Des lendemains sans nuages
- 2014 : Seyté feat. El Chileno : A ciel ouvert
- 2014 : Senamo feat. Neshga : Sennes
- 2014 : F.L.O : Lugubre
- 2015 : avec A Notre Tour : #PAF
- 2016 : Senamo et Seyté feat. Mani Deïz : Trois fois rien
- 2016 : F.L.O : Wézézagoa
- 2018 : Seyté : La vie est belle
- 2018 : Senamo : Poison bleu
- 2019 : F.L.O : Navigue
- 2019 : Senamo : Fleurs du mal
- 2019 : Rizla : Mauvais rêves
- 2020 : Seyté : Libre
- 2020 : Senamo : Melon Soda
- 2021 : Senamo feat. Fuku : FUKU x SENA
- 2023 : Seyté : En chemin